# Alfa Romeo 4C

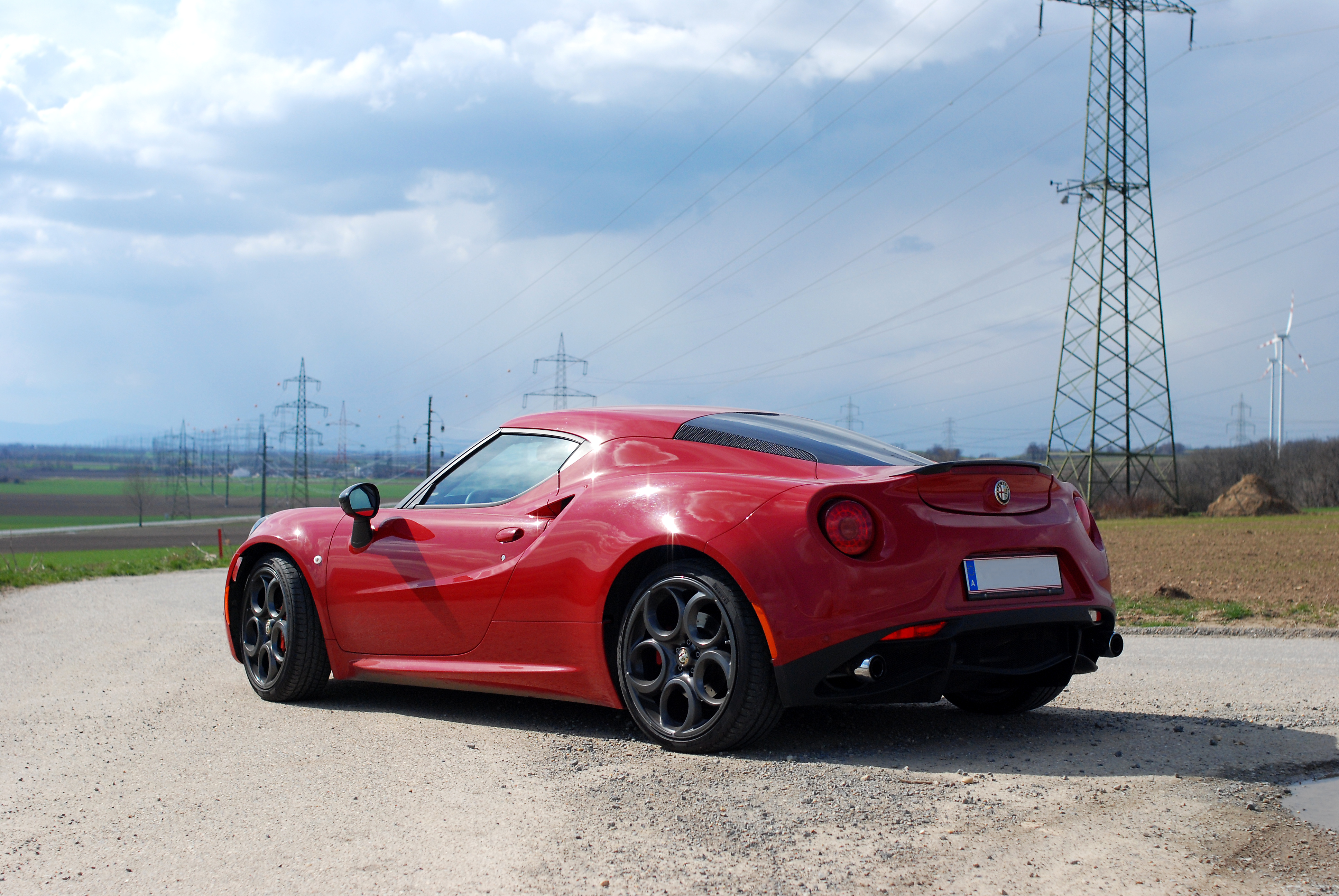
Seiten- und Heckansicht in Rot

Der Alfa Romeo 4C (interne Bezeichnung Typ 960) ist ein zweisitziger Sportwagen der italienischen Automobilmarke Alfa Romeo.

## Geschichte
Der 4C wurde im März 2011 auf dem Genfer Auto-Salon als Designstudie vorgestellt. Das nicht fahrtüchtige Ausstellungsstück wurde von Vercarmodel Saro konstruiert und hergestellt, als Designer auf den Schriftzügen wird das Centro Stile Alfa Romeo genannt. Im Oktober 2012 wurde in Turin der erste Prototyp gesehen, bei ihm waren die Türgriffe nicht mehr in die seitlichen Lufteinlässe integriert.
Im März 2013 zeigte Alfa Romeo auf dem Genfer Auto-Salon die Serienversion des 4C. Auffälligster Unterschied zur Studie sind die geänderten Scheinwerfer.
Die ersten Serienexemplare einer Launch Edition zur Markteinführung wurden auf der Messe in Genf bestellt und Ende Oktober 2013 in Balocco in Europa ausgeliefert. Das Fahrzeug wird in Handarbeit von Maserati in Modena montiert. Sein Name ist wie jener des Alfa Romeo 8C Competizione aus der Tradition der Alfa Romeo 6C und 8C abgeleitet, wobei das C für Cilindri (italienisch „Zylinder“) steht, sodass die Bezeichnung 4C die Bedeutung „Vierzylinder“ hat.
Im Rahmen der Detroit Motor Show (NAIAS) im Januar 2015 stellte Alfa Romeo die Serienversion der Cabriolet-Variante des 4C, die auch als Targadach-Variante bezeichnet wird und als seriennahes Konzeptfahrzeug erstmals auf dem Genfer Auto-Salon 2014 gezeigt wurde, vor. Der 4C Spider wiegt rund 10 Kilogramm mehr als das Coupé, das 895 Kilogramm auf die Waage bringt, am Antriebskonzept wurde nichts geändert. Im Sommer 2015 ist der Alfa Romeo 4C Spider in Deutschland auf den Markt gekommen.
Auf dem amerikanischen Markt wurde der Vertrieb der Coupé-Variante, mit der Alfa Romeo die Rückkehr im Verkauf von Neuwagen auf dem Markt begann, mit dem Ende des Modelljahrs 2018 eingestellt. Im August 2018 endete der offizielle Verkauf des 4C in Mitteleuropa mit der Einführung neuer Abgasvorschriften. Die Produktion für den Weltmarkt sollte ursprünglich im Herbst 2019 auslaufen, jedoch wurde das Fahrzeug als Spider weiterhin für den Nordamerikanischen Markt gebaut. Nach dem bereits 2019 vorgestellten Sondermodell Spider Italia für 2020, wurde Ende 2020 mit dem 33 Stradale Tributo eine letzte Sonderedition angekündigt.

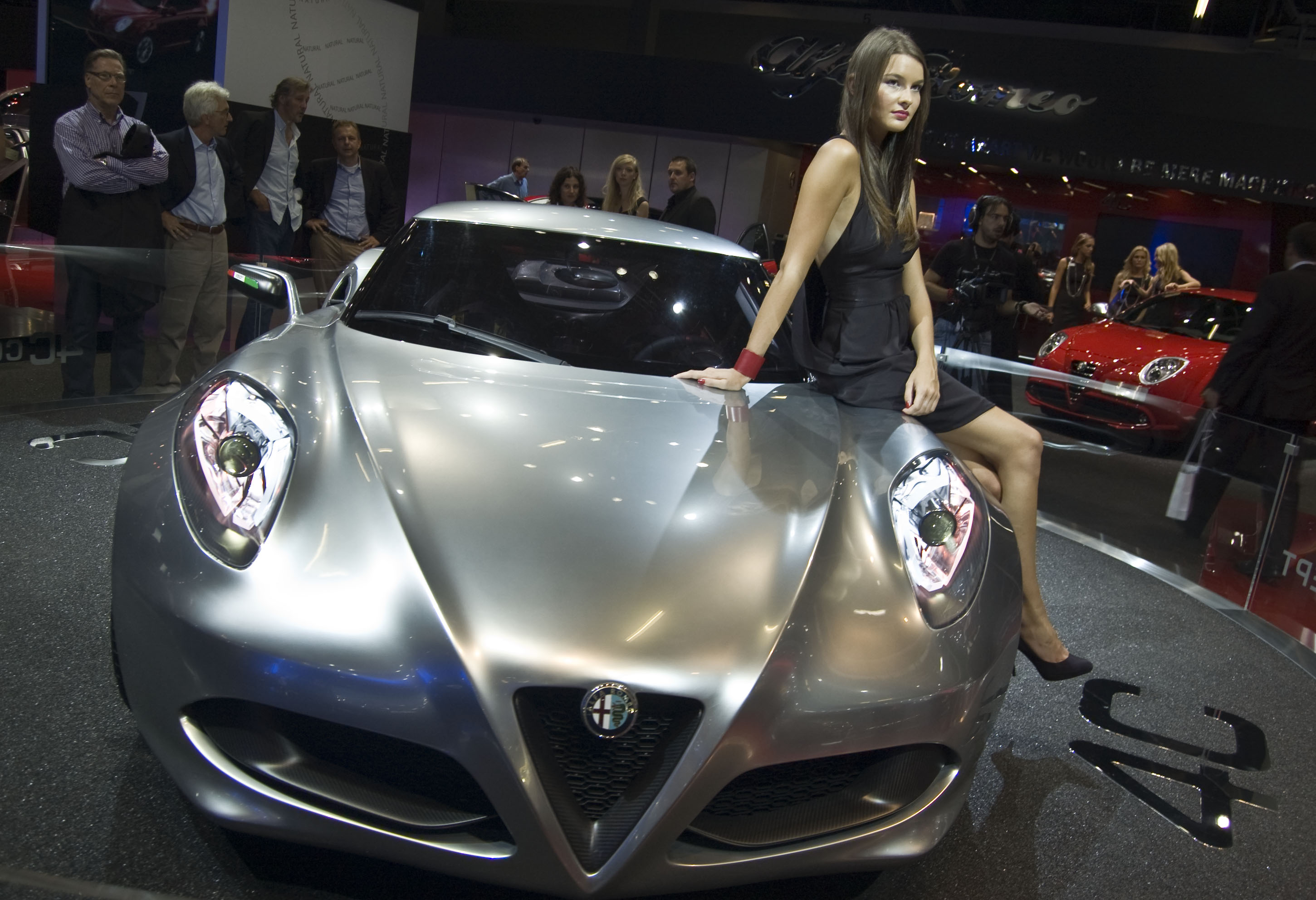
Konzeptstudie zum Alfa Romeo 4C
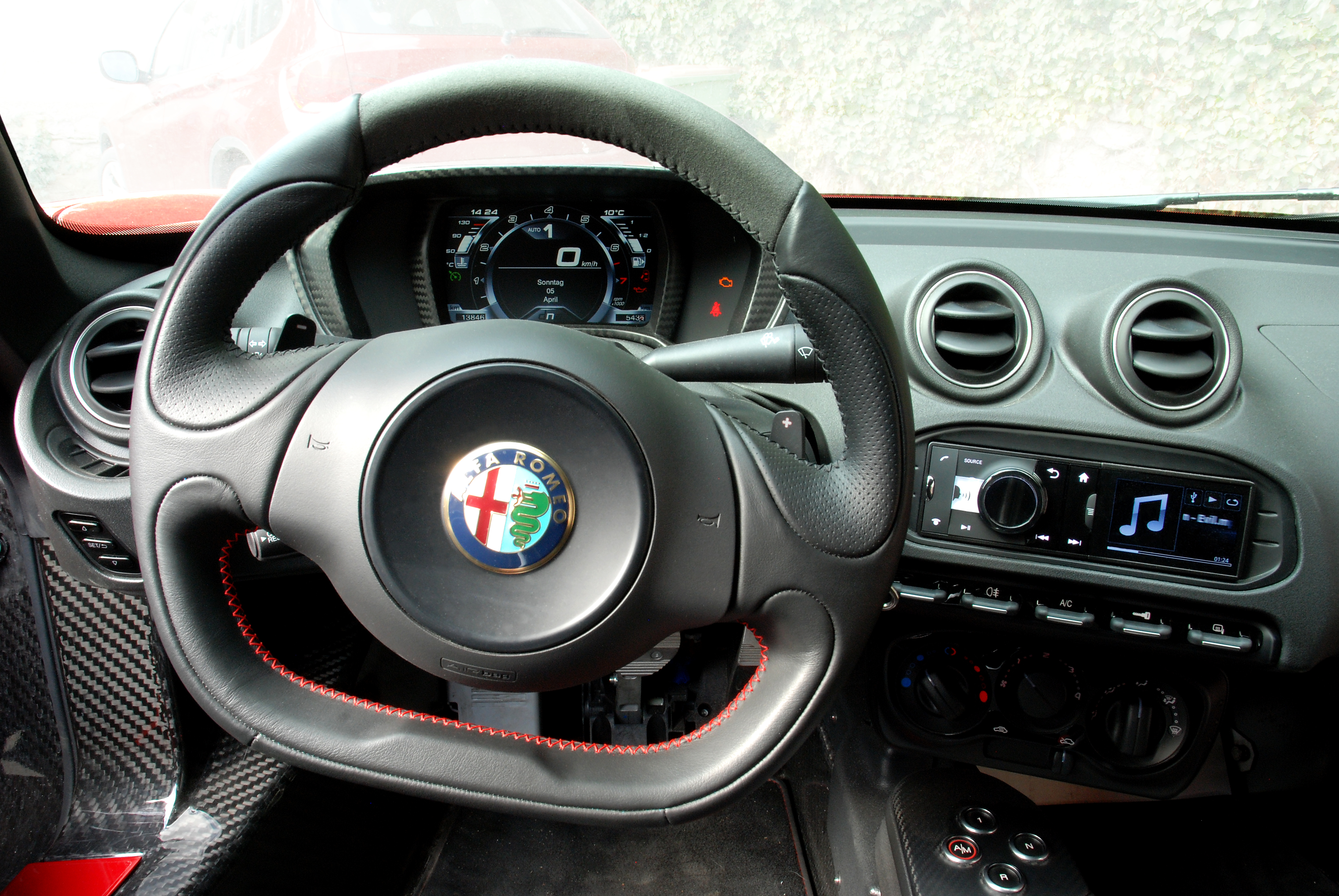
Armaturenbrett
Frontansicht eines gelben 4C Spider
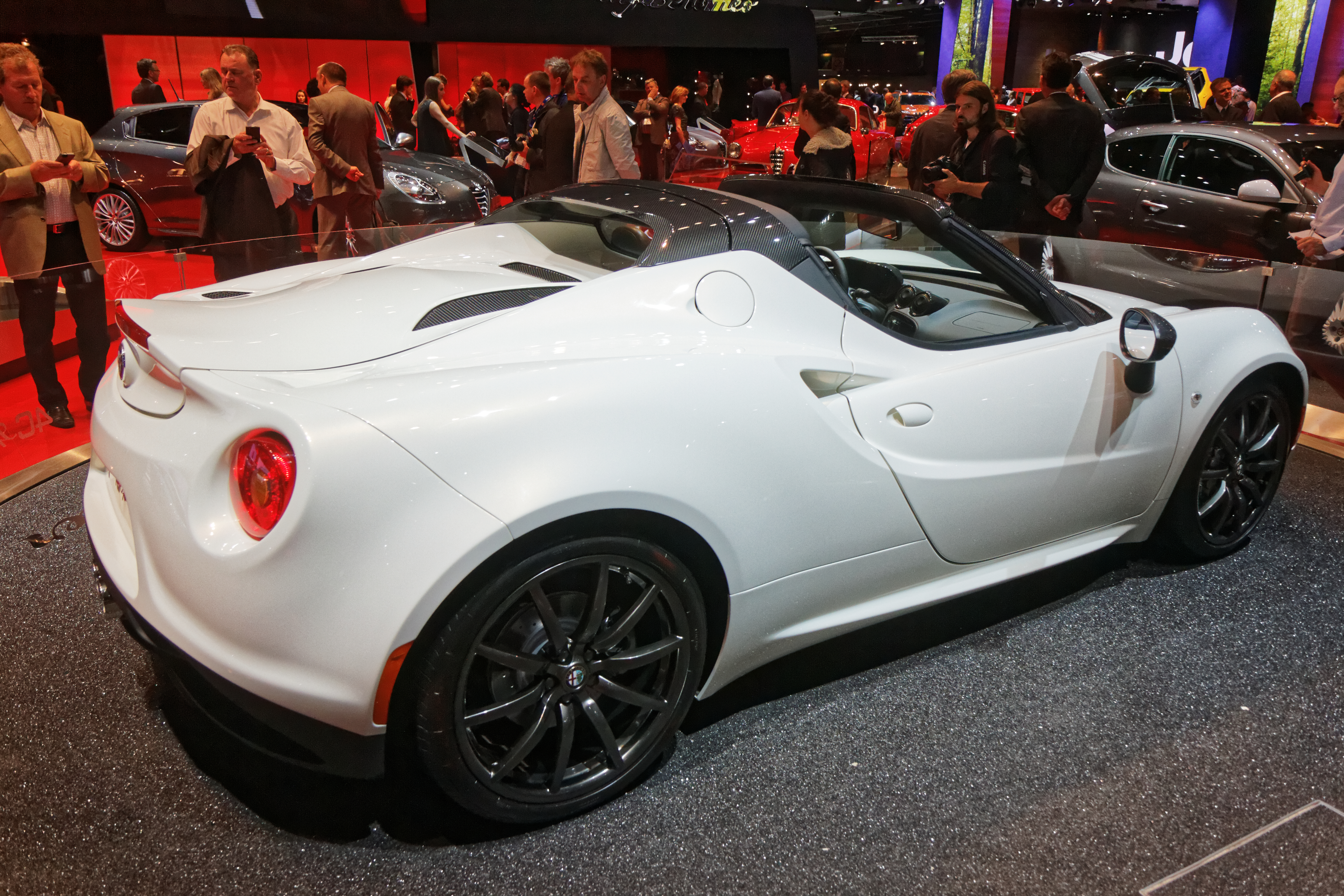
Heckansicht eines weißen 4C Spider
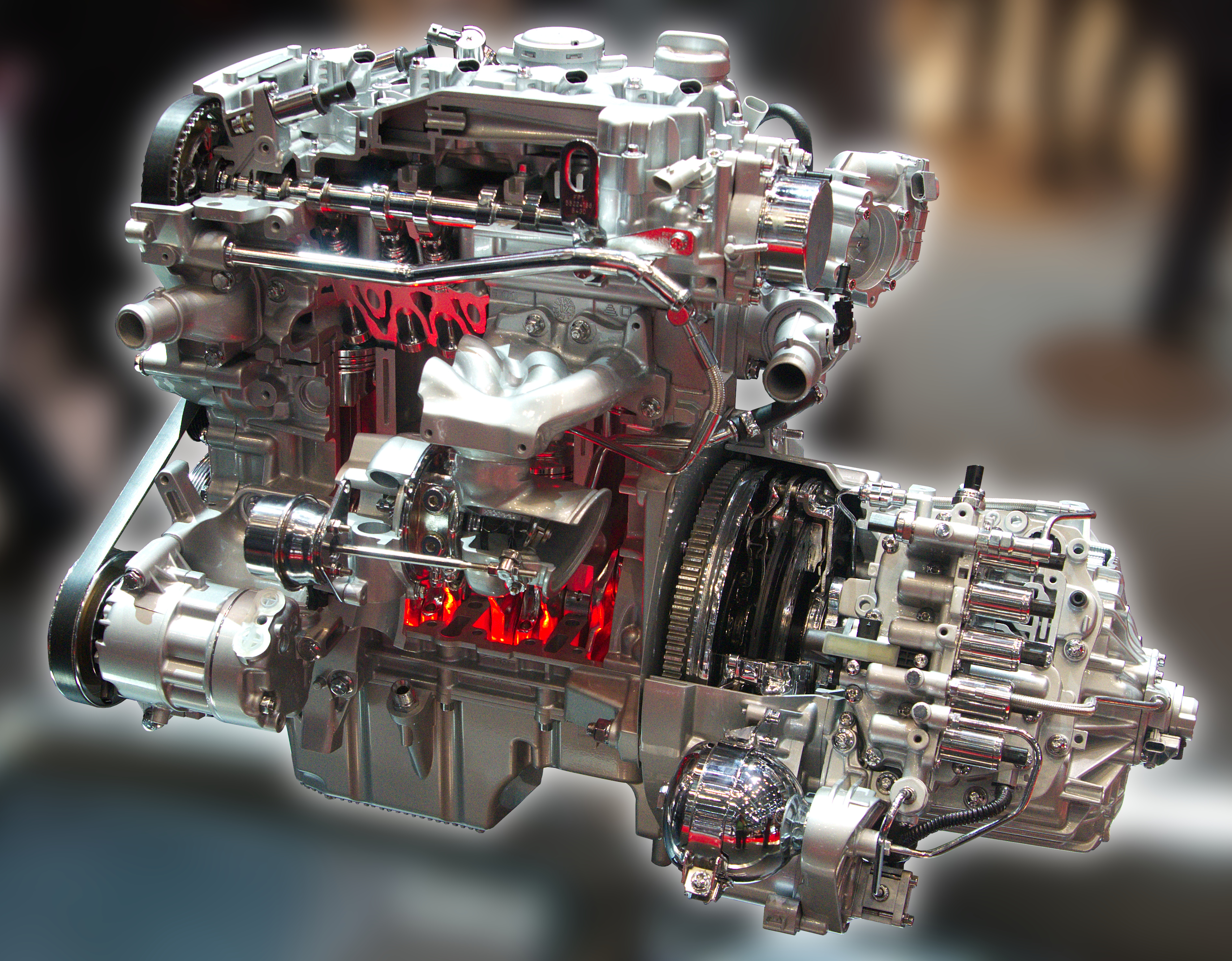
Motor und Getriebe des 4C als Schnittmodell
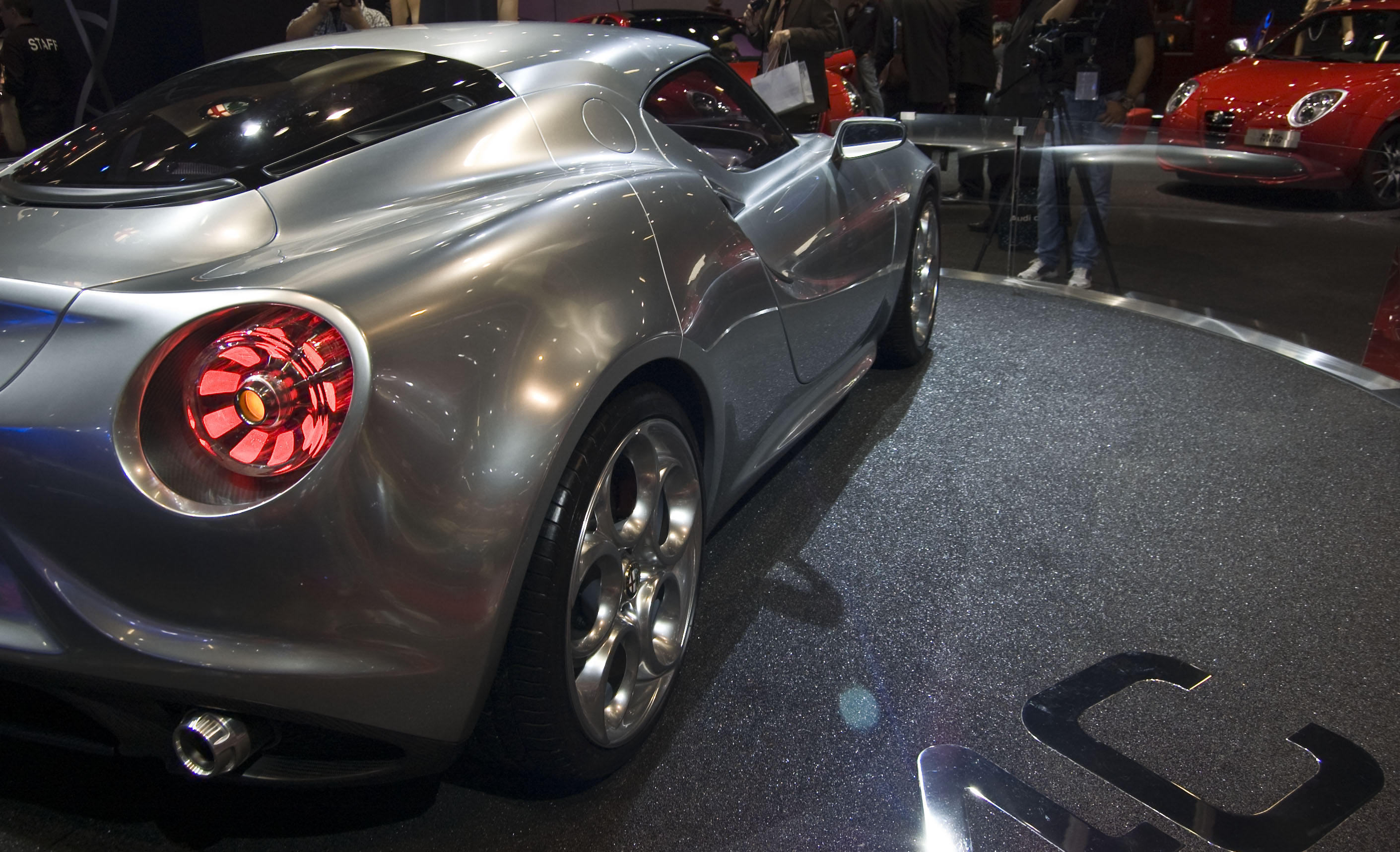
Leuchtgrafik

## Technik

### Aufbau
Das Fahrgestell des 4C konstruierte das Unternehmen Dallara. Es besteht aus einem Monocoque aus kohlenstofffaserverstärktem Kunststoff, das 65 kg wiegt. Gefertigt wird es bei Neapel durch das Unternehmen Adler Plastic. Die vordere und hintere Rahmenstruktur ist aus Aluminium beschaffen. Das Trockengewicht des Fahrzeugs beträgt 934 kg. Der 4C ist in den Farben ‚Bianco‘ (Pastell-Lackierung) bzw. ‚Bianco Madreperla‘ (Mehrschicht-Lackierung), ‚Grigio Basalto‘ (Metallic-Lackierung), ‚Nero‘ (Pastell-Lackierung), ‚Rosso Alfa‘ (ebenfalls Pastell-Lackierung) sowie ‚Rosso Competizione‘ (Mehrschicht-Lackierung) erhältlich.

### Antrieb
Der Mittelmotor treibt über ein Sechsgang-Doppelkupplungsgetriebe die Hinterräder an. Die Gänge können über Schaltwippen am Lenkrad gewechselt werden.

### Fahrwerk
Die angetriebenen Hinterräder werden an Querlenkern und MacPherson-Federbeinen geführt. Die Vorderradaufhängung ist als Doppelquerlenker-Achse ausgeführt.

### Motor
Im Alfa Romeo 4C wird ein Vierzylindermotor in Reihenbauart aus der Giulietta verwendet, der um 12 kg erleichtert und dessen maximale Leistung um 4 kW erhöht wurde. Das Aggregat mit 1742 cm3 Hubraum, 16 Ventilen, Benzindirekteinspritzung und Turbolader bietet 350 Nm maximales Drehmoment bei 2200/min und leistet maximal 177 kW (240 PS) bei 6000/min. Motorblock und Zylinderkopf sind aus Aluminium gefertigt. Der Normverbrauch liegt bei 6,8 l/100 km und die CO2-Emissionen bei 157 g/km. Das Fahrzeug beschleunigt in 4,5 s von 0 auf 100 km/h, die Höchstgeschwindigkeit liegt bei 258 km/h.

## Technische Daten
| Kenngröße                       | 4C 1.8 Turbo                   |
| ------------------------------- | ------------------------------ |
| Motorart                        | Ottomotor                      |
| Motorbauart                     | R4                             |
| Hubraum                         | 1742 cm³                       |
| Gemischaufbereitung             | Benzindirekteinspritzung       |
| Motoraufladung                  | Turbolader                     |
| max. Leistung                   | 177 kW (240 PS) bei 6000 min−1 |
| max. Drehmoment                 | 350 Nm bei 2200–4250 min−1     |
| Höchstgeschwindigkeit           | 258 km/h                       |
| Getriebe, serienmäßig           | 6-Gang-Doppelkupplungsgetriebe |
| Beschleunigung, 0–100 km/h      | 4,5 s                          |
| Kraftstoffverbrauch, kombiniert | 6,8 l/100 km                   |
| CO2-Emissionen                  | 157 g/km                       |
| Tankinhalt                      | 40 l                           |
| Abgasnorm                       | Euro 6                         |

## Verwandte Fahrzeuge
Auf Basis des 4C baut Abarth den auf fünf Exemplare limitierten Abarth 1000 SP, der eine moderne Interpretation des 1966 erschienenen, gleichnamigen Modells darstellt. Der Antriebsstrang bleibt unverändert. Eine weitere Version von Abarth auf Basis des 4C ist der ebenfalls auf fünf Exemplare limitierte Abarth 1300 OT. Er ist eine Hommage an das gleichnamige Modell von 1965.